# وزارة البنية التحتية (السويد)
وزارة البنية التحتية (السويدية :Infrastrukturdepartementet) هي وزارة داخل الحكومة السويدية مسؤولة عن الأمور المتعلقة بالنقل والبنية التحتية والرقمنة والبريد والطاقة. وزير البنية التحتية هو توماس انيروث.

## التاريخ
تم تشكيل وزارة البنية التحتية في 1 أبريل 2019 وتولت بعض المسؤوليات التي كانت تتولاها سابقًا وزارة المشاريع والابتكار ووزارة المالية ووزارة البيئة .
وزارة البنية التحتية أتت بعد وزارة الإتصال التي ألغيت في 31 ديسمبر 1998.

## وكالات الحكومة
تتولى وزارة البنية التحتية المسؤولية الوزارية للجهات الحكومية التالية:
- هيئة الإدارة الرقمية
- إدارة الطيران المدني
- هيئة السلامة الكهربائية
- مفتشية سوق الطاقة
- المعهد الوطني السويدي لبحوث الطرق والنقل
- مجلس أزمة النفط
- هيئة الطاقة الحكومية
- الإدارة البحرية السويدية
- هيئة البريد والاتصالات السويدية
- إدارة النقل السويدية
- وكالة النقل السويدية
- ترافيكاناليس